# Лигдамид II

Карта деления империи Ахеменидов на сатрапии

Лигдамид II (др.-греч. Λύγδαμις) — персидский правитель Галикарнаса из династии Лигдамидов, правивший в V веке до н. э.

## Биография
Византийская энциклопедия «Суда» называет отцом Лигдамида Писинделида. Однако, исходя из известных фактов хронологии событий, такие специалисты как Адольф Шёлль, Франц Рюль, Генрих Штейн пришли к выводу о том, что названные правители Галикарнаса были братьями.
Около 468 года до н. э. жители полиса вступили в Первый афинский морской союз, возглавляемый Афинами. Игорь Суриков. считает, что, несмотря на ожидание многих галикарнасцев, афиняне не стали свергать Лигдамида, так как смогли с ним договориться. Подобное развитие событий хоть не носило распространенного характера, но и не было единичным. На тот момент политика Афин, возглавляемых Кимоном, в отношении союзников не носила радикального характера, присущего более позднему времени.
Согласно сведениям из «Суды», во время неудачного заговора самих горожан против Лигдамида был казнен Паниасид — эпический поэт, близкий родственник Геродота. Будущий «отец истории» же был вынужден на время покинуть Галикарнас и найти прибежище на Самосе, но потом вернулся, чтобы принять участие в новом, более успешном, восстании. Хотя сам Геродот не приводит даже отдаленных намеков на свою активную политическую роль в родном городе, к тому же с упоминанием тяжелых личных лишений.
В XVIII веке в Галикарнасе была найдена надпись, хранящаяся в настоящее время в Британском музее, из которой следует, что решения собраний галикарнасцев и салмакитов (жители карийского поселения напротив полуострова Зефирия, где располагался городской акрополь) нуждаются в одобрении Лигдамида. Последний в документе назван без упоминания какого-либо титула. По мнению Гельмута Берве, статус правителя Галикарнаса был отличен от положения большинства греческих тиранов, так как между Лигдамидом и обеими полисными общинами имелись оформленные правоотношения, закрепленные законом. Игорь Суриков в этой связи отмечает, что, по всей видимости, существовало определенное разграничение политико-властных полномочий, при этом самые важные решения принимались совместно. В вопросе толкования самого текста одни исследователи считают, что он был принят в связи с амнистией, провозглашенной для противников Лигдамида, а другие, напротив, полагают, что утверждение данного закона отражает их поражение и изгнание с поражением в имущественных правах.
По всей видимости, свержение Лигдамида произошло до 454 года до н. э., так как именно в этом году в списках Делосского союза упоминаются галикарнасцы. Если бы полис до сих пор возглавлялся Лигдамидом, то его бы имя, очевидно, и фигурировало в качестве обозначения вносителя фороса.
Сыном Лигдамида, возможно, был Аполлонид, названный в тексте упомянутого постановления.
После поражения Афин в Пелопоннесской войне власть персов над Галикарнасом была восстановлена. Городом стали управлять представители новой династии — Гекатомниды.